# Polonia ai Giochi della XIV Olimpiade
La Polonia partecipò ai Giochi della XIV Olimpiade, svoltisi a Londra, dal 20 luglio al 14 agosto 1948,  
con una delegazione di 37 atleti, di cui 7 donne, impegnati in 5 discipline,
aggiudicandosi 1 medaglia di bronzo.

## Medagliere

### Per discipline
| Sport    | Oro | Argento | Bronzo | Totale |
| -------- | --- | ------- | ------ | ------ |
| Pugilato | 0   | 0       | 1      | 1      |
| Totale   | 0   | 0       | 1      | 1      |

### Medaglie
| Medaglia | Atleta            | Sport    | Evento     |
| -------- | ----------------- | -------- | ---------- |
| Bronzo   | Aleksy Antkiewicz | Pugilato | Pesi piuma |